# Anton Belov (calciatore)
Anton Alekseevič Belov (in russo Антон Алексеевич Белов?; Saratov, 2 maggio 1996) è un calciatore russo, difensore della Dinamo San Pietroburgo.

## Caratteristiche tecniche
È un difensore centrale.

## Carriera
Ha esordito fra i professionisti il 16 aprile 2017 disputando con lo Zenit Penza l'incontro di Pervenstvo Professional'noj Futbol'noj Ligi vinto 4-2 contro l'Energomaš.

## Statistiche
Statistiche aggiornate all'11 maggio 2019.

### Presenze e reti nei club
| Stagione                  | Squadra                   | Campionato                | Campionato | Campionato | Coppe nazionali | Coppe nazionali | Coppe nazionali | Coppe continentali | Coppe continentali | Coppe continentali | Altre coppe | Altre coppe | Altre coppe | Totale | Totale | Totale |
| Stagione                  | Squadra                   | Comp                      | Pres       | Reti       | Comp            | Pres            | Reti            | Comp               | Pres               | Reti               | Comp        | Pres        | Reti        | Pres   | Reti   |        |
| ------------------------- | ------------------------- | ------------------------- | ---------- | ---------- | --------------- | --------------- | --------------- | ------------------ | ------------------ | ------------------ | ----------- | ----------- | ----------- | ------ | ------ | ------ |
| 2016-2017                 | Zenit Penza               | 2D                        | 2          | 0          | CR              | 0               | 0               |                    | -                  | -                  |             | -           | -           | 2      | 0      |        |
| 2017-gen. 2018            | Anži-2                    | 2D                        | 16         | 1          |                 | -               | -               |                    | -                  | -                  |             | -           | -           | 16     | 1      |        |
| 2017-gen. 2018            | Anži                      | PL                        | 0          | 0          | CR              | 1               | 0               |                    | -                  | -                  |             | -           | -           | 1      | 0      |        |
| gen.-giu. 2018            | Zorkij Krasnogorsk        | 2D                        | 8          | 0          | CR              | 0               | 0               |                    | -                  | -                  |             | -           | -           | 8      | 0      |        |
| 2018-gen. 2019            | Zorkij Krasnogorsk        | 2D                        | 16         | 6          | CR              | 2               | 1               |                    | -                  | -                  |             | -           | -           | 18     | 7      |        |
| Totale Zorkij Krasnogorsk | Totale Zorkij Krasnogorsk | Totale Zorkij Krasnogorsk | 24         | 6          |                 | 2               | 1               |                    | -                  | -                  |             | -           | -           | 26     | 7      |        |
| gen.-giu. 2019            | Anži                      | PL                        | 4          | 0          | CR              | 0               | 0               |                    | -                  | -                  |             | -           | -           | 4      | 0      |        |
| Totale carriera           | Totale carriera           | Totale carriera           | 46         | 7          |                 | 3               | 1               |                    | -                  | -                  |             | -           | -           | 49     | 8      |        |